# Ana Nance
Ana Nance (Myrtle Beach, Carolina del Sur, 1 de marzo de 1969) es una fotógrafa estadounidense residente en España, cuyos trabajos abarcan diferentes campos, desde la fotografía artística, la publicitaria y la documental.

## Trayectoria profesional
Tiene un B.F.A. en Bellas Artes e Historia del Arte en el Savannah College of Art and Design, Savannah, Georgia, EE. UU. 1987 - 1991. Una vez concluido sus estudios trabaja  en Nueva York durante más de 12 años, y posteriormente se traslada a Madrid, ciudad donde reside. 
Tras mudarse a Madrid, España, se convirtió en colaboradora del diario El País, en su revista semanal, así como de otras revistas como Marie Claire, donde produjo numerosas colaboraciones, encargos y retratos representados por Redux Pictures en Nueva York. Además participó en campañas publicitarias y de marketing para Coca-Cola, Mercedes, Visa, Renault, Movistar, Vodafone, entre muchas otras.
El proyecto Around the World, fue una exploración del mundo, un recorrido por 20 ciudades de todo el mundo, con 2 cámaras Leica,  durante 100 dias. Dicho proyecto derivó en una exposición en el espacio Leica Madrid Gallery.
Además fue consultor creativo de imagen fotográfica para Ethiopian Airlines, Asky Airlines, Ceiba Airlines.
Panelista y Profesor Invitado en conferencias internacionales organizadas por la OMT en más de 15 países, incluyendo Arabia Saudita, México, Zambia, China, India.

## Publicaciones
Relación de artículos de Ana Nance desde el año 2015 a 2021 publicados en el diario español El País 
- Condé Nast Traveler, National Geographic Magazine, Forbes, Time Magazine, New York Times Style Magazine, Rolling Stone Magazine, Huffington Post Blog, The Wall Street Journal Magazine
- GQ Magazine, Elle Magazine, Esquire Spain, Marie Claire Magazine, Money Magazine, Lonely Planet, Saveur Magazine, Neo 2 Magazine, Wall Street Journal, Rizzoli Publishing

## Exposiciones
Individualesː  
"Horno Ciego" | Nave Oporto, Madrid, España, Junio - Julio 2023
"Fables and Faded Flags, Capítulo 1" | Casa Árabe, Córdoba y Madrid, España, 2022 comisariada por Oliva Maria Rubio.
“Alters: The alteration of altars.” PhotoEspaña 2022 Madrid, España, junio de 2022.
"Survival" | Pepe Pisa Gallery, Madrid, España, Junio 2012 
Silver House Gallery, Savannah, Georgia, abril de 1999. 
Nein Gallery, Myrtle Beach, Carolina del Sur, 12-25 de agosto de 1991. 
The Atrium, Savannah, Georgia, 4 de abril – 5 de mayo de 1999. 
"La Casa Cultura" | Elche de la Sierra, Albacete, España, 1990 

## Premios
- Finalista, 10ª Bienal Internacional de Cerámica "Ciudad de Talavera La Reina", España.
- Premio British Journal of Photography, Female in Focus Award 2020, “El Último Retrato de Mi Madrastra”.
- Mención Honorífica, Premios Internacionales de Fotografía Tokyo, TIFA 2020, “El Último Retrato de Mi Madrastra”.
- Mención Honorífica, Prix de la Photographie Paris, State Of The World 2020, “The Astronaut Tapers”.
- Ganador Elegido, American Photography 36, Colección Jurada AI-AP, “New Nomadic Royals”.
- Premio Anteverti Photo Award, “Cities To Be” 2020, “Rising Up, Addis Ababa, Etiopía”.
- Selección de Proyecto Lens Culture, “Desolate and Romantic Port Sudan” 2018.
- Ari Editorial Photographer of the Year, Madrid, España, 2006.